# Dani Flomin
Dani Flomin (Rio de Janeiro, 26 de outubro de 2001) é um ator, cantor, multi-instrumentista e compositor brasileiro. Ganhou notoriedade ao protagonizar, ao lado de Malu Mader, a série Mila no Multiverso, da Disney, com o personagem Pierre, e ao interpretar o personagem Jonas, papel dividido com Mateus Solano, na novela Elas Por Elas, da Rede Globo. Entretanto, sua carreira iniciou com 10 anos de idade, com um álbum lançado, intitulado "Mundo Mágico", que chegou a ter clipe transmitido no canal Gloob e a tocar em mais de 60 rádios pelo Brasil.
Em sua carreira musical, já fez shows em importantes palcos, como o Réveillon da Praia do Rio de Janeiro, e já cantou ao lado de artistas, como Frejat e George Israel. Além disso, teve música lançada com Biquini, "Restos de Sol", e foi jurado de evento do Rock in Rio, ao lado de Ricardo Amaral e Liminha, para escolher uma banda para tocar no festival. Dani já participou de grandes programas de TV, como Domingão e Caldeirão, na Rede Globo. 

## Biografia
Dani Flomin, nasceu no Rio de Janeiro, em 26 de outubro de 2001. Além de sempre cantar, começou a compor suas próprias músicas e a tocar violão com aproximadamente 6 anos de idade. Conforme foi crescendo, foi se profissionalizando ao piano e se aprofundando em teoria musical. 
Após vencer um festival de talentos de sua escola, aos 8 anos de idade, Dani começou a ser visto no mercado, e foi aí que começou a ser produzido por Marcelo Sussekind e a rodar pelas noites cariocas, ao lado de grandes nomes que acreditaram em seu trabalho, como Frejat e George Israel. 
Ainda cedo, foi capa de revistas e jornais relevantes da área, como Globinho e Billboard, além de ganhar destaque nas rádios e TV.
Apesar de sempre ter estudado teatro, foi recentemente que Dani entrou para a carreira de ator, já iniciando em produções da Disney e Globo, e sendo indicado para prêmio internacional como "melhor ator protagonista".

## Filmografia

### Televisão
| Ano           | Título               | Personagem    | Nota       | Canal          | Ref.   |
| ------------- | -------------------- | ------------- | ---------- | -------------- | ------ |
| 2023–presente | Mila no Multiverso   | Pierre        |            | Disney+        |        |
| 2023          | Elas por Elas        | Jonas (jovem) | flashbacks | TV Globo       | [ 18 ] |
| 2024          | Mila no Multiverso 2 | Pierre        |            | Disney Channel | [ 19 ] |

## Prêmios e indicações
| Ano  | Prêmio        | Categoria                | Indicação            | Resultado | Ref.   |
| ---- | ------------- | ------------------------ | -------------------- | --------- | ------ |
| 2023 | Prêmios Produ | Melhor Ator Protagonista | Mila no Multiverso   | Indicado  | [ 17 ] |
| 2024 | Prêmios Produ | Melhor Série Infantil    | Mila no Multiverso 2 | Venceu    | [ 20 ] |

## Discografia
- Mundo Mágico (Álbum) (2013)
- No Seu Mundo (2018)
- Restos de Sol (2019)
- Paraquedas (2024)
- Aumenta O Som da TV (2024)
- Chega de Quase (2024)
- Um Em Um Milhão (2024)
- Tipo Cafeína (2024)
- Olho Azul (2024)